# Kirby Muxloe Castle
Kirby Muxloe Castle, historisk også kendt som Kirby Castle, er ruinen af en befæstet herregård i Kirby Muxloe, Leicestershire, England. William, Lord Hastings, påbegyndte arbejdet med borgen i 1480 på stedet hvor en tidligere herregård havde stået. William var en af kong Edvard 4s yndlinge, og han havde fået ekstra magt og rigdom under rosekrigene. Arbejdet fortsatte hurtigt indtil 1483, hvor William blev henrettet af Richard, Hertug af Gloucesters, efter han havde eroret tronen. Hans enke fortsatte kortvarigt projektet efter hans død, men byggeriet stoppede igen og den forblev ufærdig. Dele af Kirby Muxloe Castle var beboet i en periode inden den forfaldt og blev en ruin i 1600-tallet. I 1912 overtog Commissioners of Work driften af stedet og udførte arkæologiske udgravninger. I 2000-tallet drives den af English Heritage og er åben for offentligheden.
Det er en listed building af første grad.